# 運命の翼
『運命の翼』（原題：Sad Wings of Destiny）は、ジューダス・プリーストが1976年に発表した2作目のアルバム。

## 解説
前作『ロッカ・ローラ』（1974年）と同じく、マイナー・レーベルのガル・レコードから発表された。本作もチャート・インは果たせなかったが、後のライヴで頻繁に演奏される楽曲も含んでいる。8分近くに及ぶ大作「生け贄」、組曲構成の「夢想家 I」「裏切り者の歌 (夢想家 II)」、キーボードを中心としたインストゥルメンタル「プレリュード」等、プログレッシブ・ロックの要素を取り入れた曲も多い。一部楽曲は、デビュー前にジューダス・プリーストを脱退したアル・アトキンスが作詞・作曲に関わっており、「生け贄」はアルのソロ・アルバム『Victim of Changes』（1998年）でセルフカヴァーされた。
1996年から2003年にかけてジューダス・プリーストでリード・ボーカルを担当したティム・"リッパー"・オーウェンズは、バンド加入のためのオーディションで「生け贄」を歌い、ステージ・ネームの「リッパー」は「切り裂きジャック（原題：The Ripper）」にちなんでいる。
ガル・レコードからの初回盤に付いていたインナー・スリーヴでは、AB面が逆に記載され「プレリュード」が1曲目となっていたが、レコード盤のA面1曲目は「生け贄」だったというミスがあった。再発盤からは、「生け贄」を1曲目とした曲順で定着している。
本作の制作に参加したレコーディング・エンジニアのクリス・タンガリーディスは、ジューダス・プリーストの1990年のアルバム『ペインキラー』にプロデューサーとして参加することとなる。

## 収録曲
特記なき楽曲はロブ・ハルフォード、K. K. ダウニング、グレン・ティプトンの共作。

### A面
1. 生け贄 - Victim of Changes (Al Atkins, Rob Halford, K.K. Downing, Glenn Tipton) - 7:53
2. 切り裂きジャック - The Ripper (G. Tipton) - 2:49
3. 夢想家 I - Dreamer Deceiver (A. Atkins, R. Halford, K.K. Downing, G. Tipton) - 5:53
4. 裏切り者の歌 (夢想家 II) - Deceiver - 2:44

### B面
1. プレリュード - Prelude (G. Tipton) - 2:02
2. 独裁者 - Tyrant (R. Halford, G. Tipton) - 4:26
3. 虐殺 - Genocide - 5:46
4. 墓碑銘 (エピタフ) - Epitaph (G. Tipton) - 3:20
5. 暴虐の島 - Island of Domination - 4:32

## カヴァー
- 「生け贄」は、ガンマ・レイにカヴァーされた。アルバム『Somewhere Out in Space』（1997年）が2002年に再発された際、ボーナス・トラックとして追加収録されている。
- 「切り裂きジャック」は、ジューダス・プリーストのトリビュート・アルバム『トリビュート・トゥ・ジューダス・プリースト〜レジェンド・オブ・メタルVOL.1』（1996年）でマーシフル・フェイトが取り上げた。
- 「独裁者」は、オーヴァーキルのカヴァー・アルバム『Coverkill』（1999年）で取り上げられた。

## 参加ミュージシャン
- ロブ・ハルフォード：ボーカル、ハーモニカ
- K. K. ダウニング：リードギター
- グレン・ティプトン：リードギター、キーボード
- イアン・ヒル：ベース
- アラン・ムーア：ドラムス